# Ian Evans
Ian Richard Evans (Johannesburgo, 4 de octubre de 1984) es un jugador británico de rugby nacido en Sudáfrica que se desempeña como pilar. Normalmente es un jugador titular de los dragones rojos.

## Biografía
Evans creció en Aberdare, y empezó a trabajar en su Rugby Abercwmboi RFC y luego se trasladó al Pontypridd RFC una vez que fue elegible para rugby senior. Rápidamente llamó la atención de los seleccionadores de Gales.
Se unió al Swansea RFC en 2004, progresó por el sistema interno para jugar con los Ospreys en la Celtic League y la Heineken Cup, y ha jugado con el equipo nacional. Su posición usual es de segunda línea. Fue el miembro más alto de la selección de 2,03 metros, pero desde entonces ha pasado a ser segundo como la inclusión de Luke Charteris.
Representó a Gales en los sub-19 y sub-21. Evans debutó en la Celtic League contra Munster como un reemplazo en septiembre de 2005 también debutó en la Heineken Cup contra Leicester. Debutó con Gales en junio de 2006, jugando dos tests contra Argentina, logrando un try en el primer partido. Evans luego fue a empezar 3 de los cuatro partidos de Gales en los Internacionales de otoño de 2006 incluyendo el partido contra Nueva Zelanda. Regresaría al equipo después de una larga lesión contra los Pumas en una preparación de la Copa Mundial en Cardiff pero sufrió otro contratiempo, dañándose la clavícula.
Destacó en el Torneo de las Seis Naciones 2013, una de las estrellas de Gales, un objetivo en el que se puede confiar en la touch, pesado en la melée, y un placador castigador. 